# Chevrolet Bolt
Chevrolet Bolt — электромобиль-хетчбэк производства General Motors, выпускаемый с 2016 года. Автомобиль производится при сотрудничестве с компанией LG.
В Германии автомобиль продавался под названием Opel Ampera-e до 2018 года. С декабря 2016 года автомобиль продаётся в Калифорнии. На рынки поставляется с 2017 года.
От автомобилей Chevrolet Volt и Opel Ampera автомобиль отличается тем, что он полностью электрический. Сборка организована в Мичигане.
Автомобиль оснащается электродвигателем мощностью 204 л. с. и крутящим моментом 360 Н·м. Ёмкость аккумулятора составляет 60 кВт·ч. До 100 км/ч автомобиль разгоняется за 7 секунд. Максимальная скорость составляет 145 км/ч. Запас хода составляет 383 км. Аккумулятор заряжается за 8,5 часов. Отделки автомобиля — LT и Premier.
В 2021 году автомобиль прошёл рестайлинг. С 14 февраля 2021 года в семейство входит автомобиль Chevrolet Bolt EUV.
Также существует беспилотный автомобиль Cruise AV. Испытания проходят в Сан-Франциско.
Конкурентом является Tesla Model 3.

## Галерея

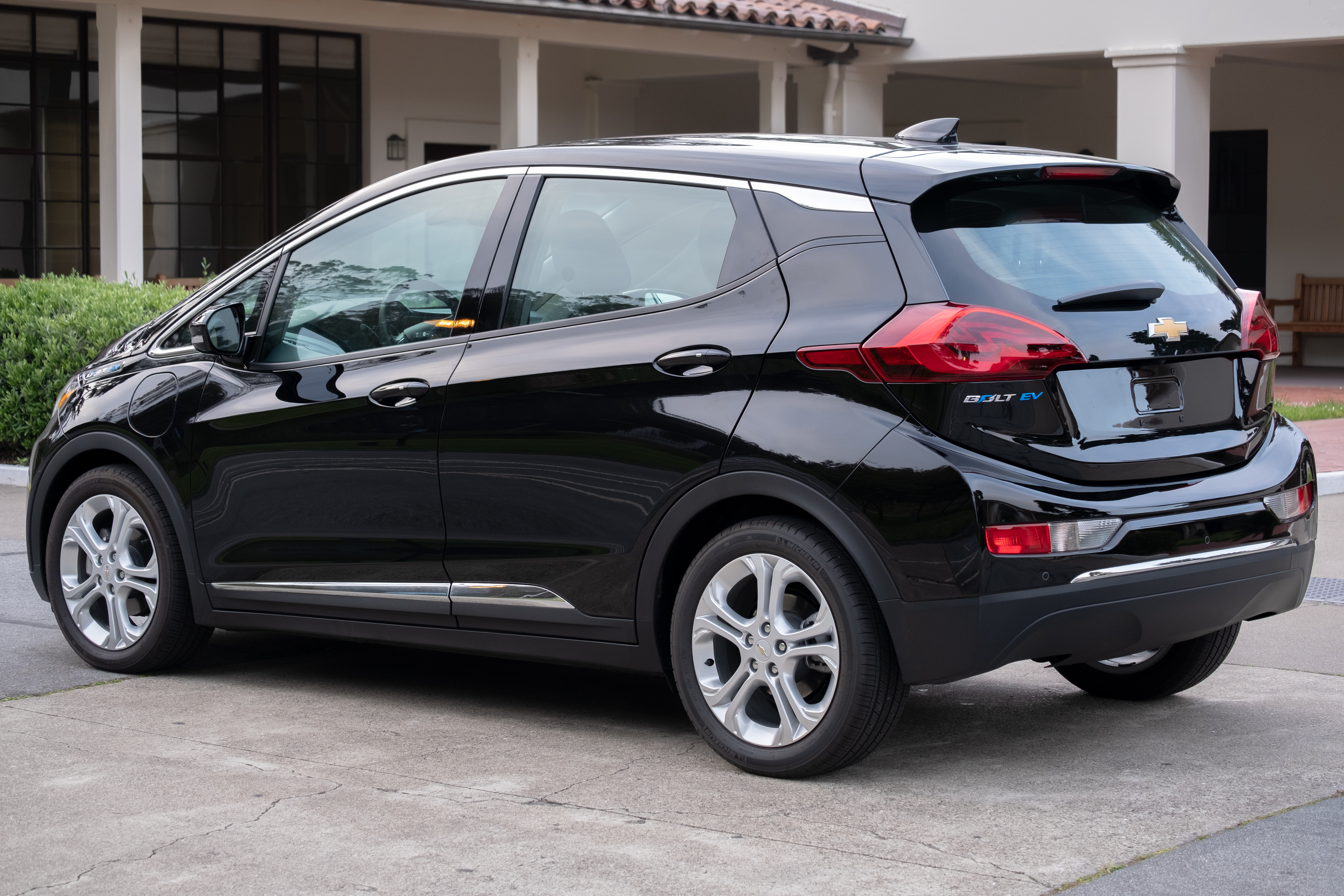
Chevrolet Bolt EV
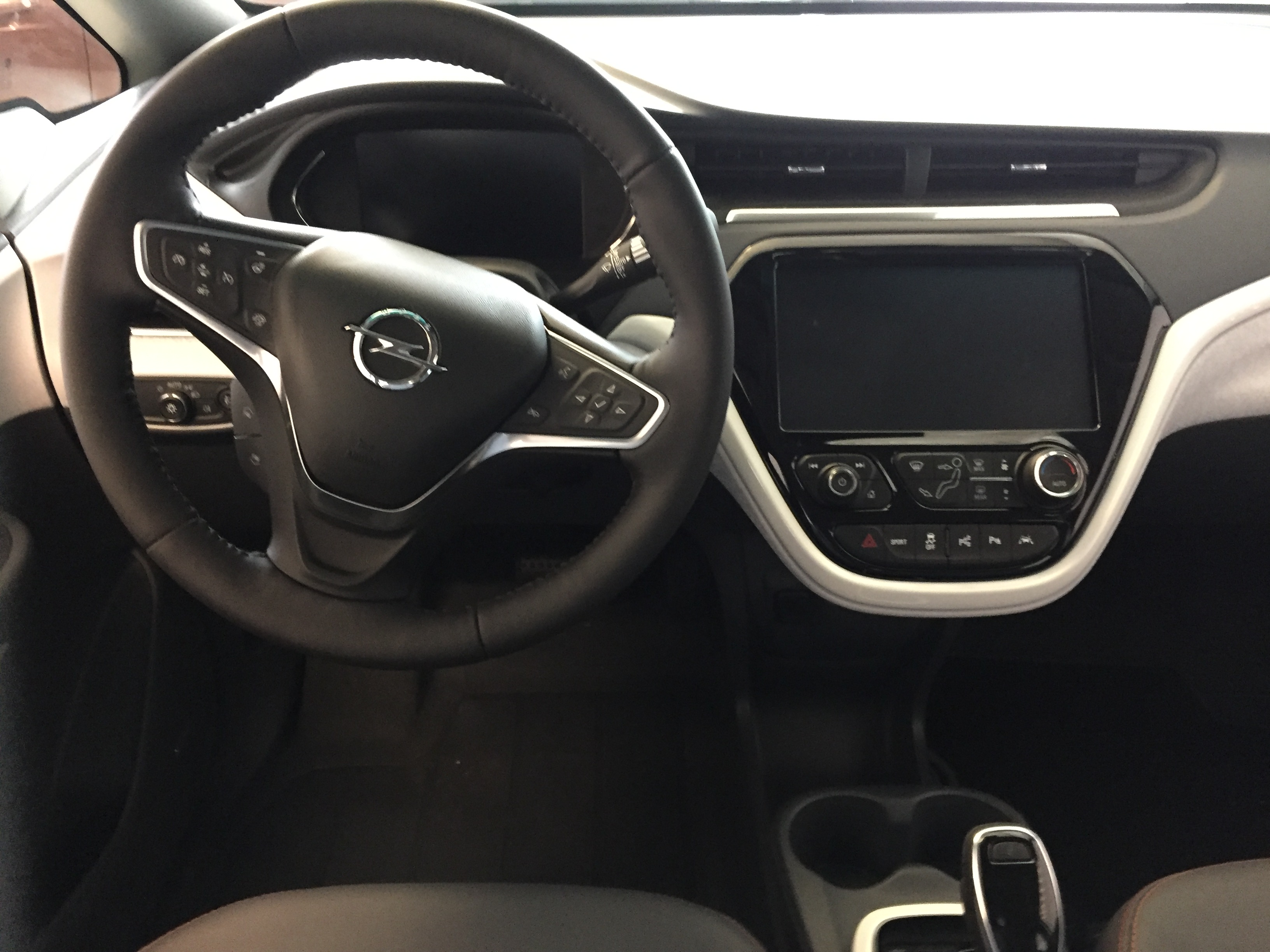
Место водителя
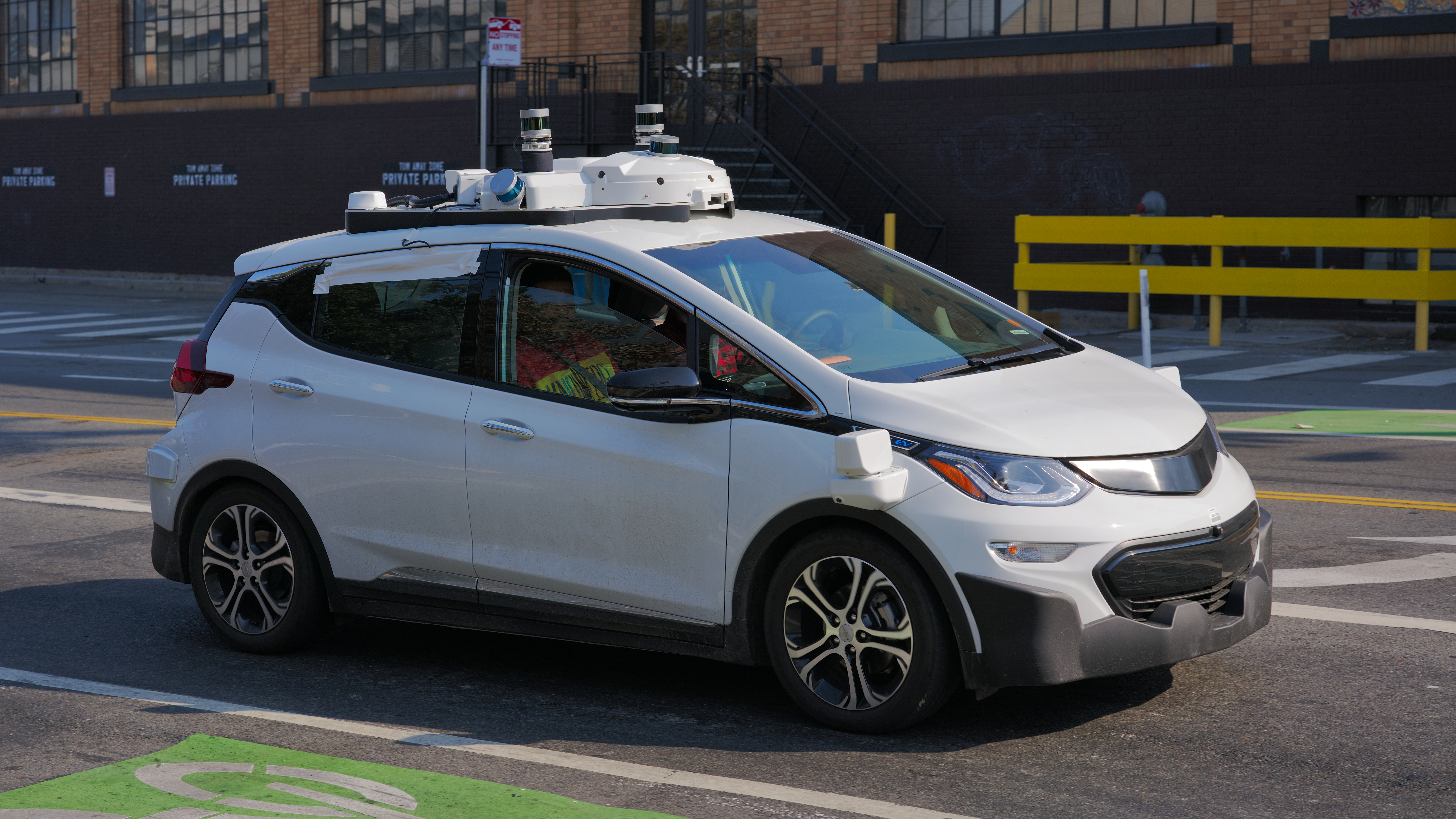
Беспилотный автомобиль
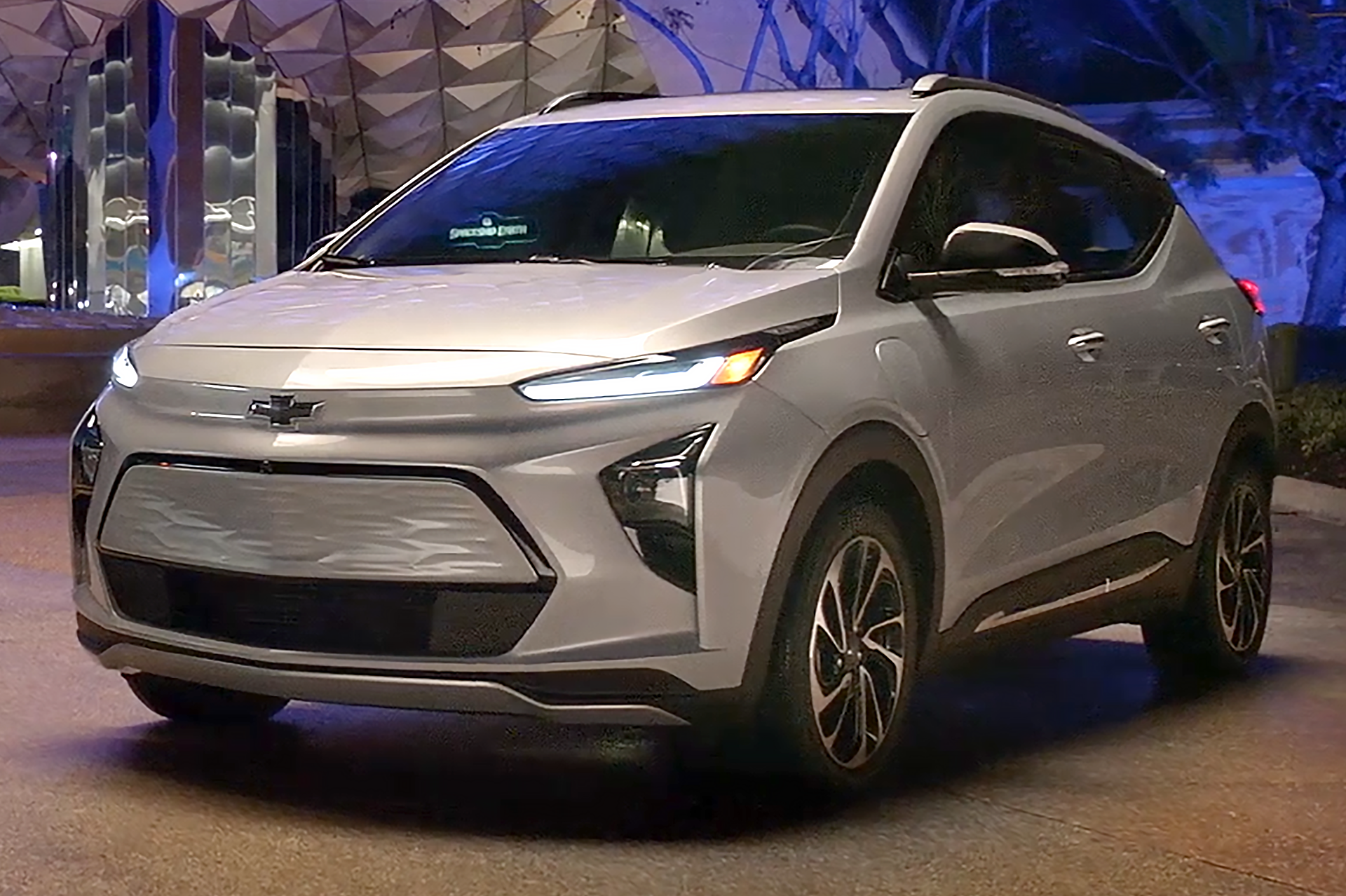
Chevrolet Bolt EUV
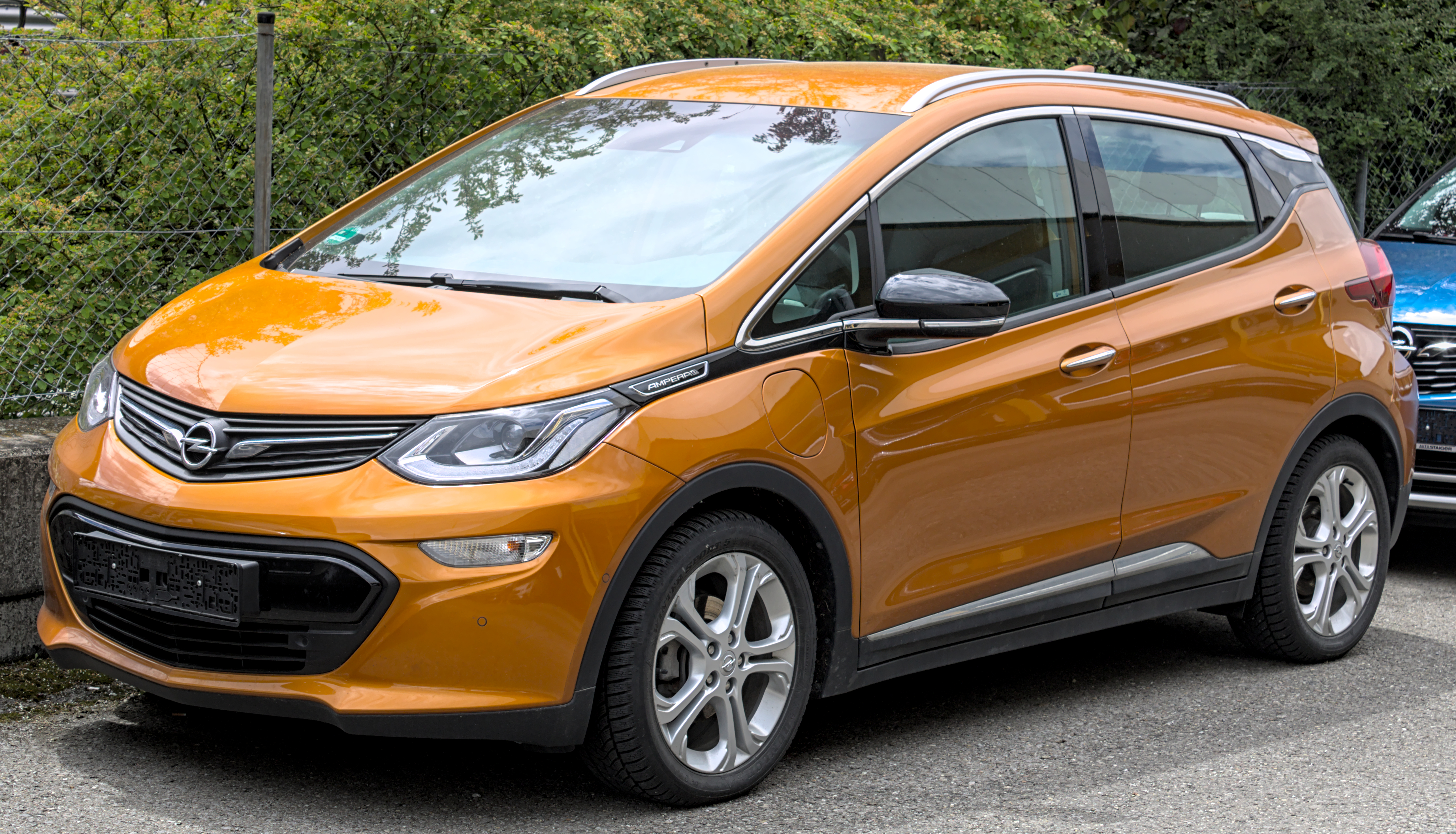
Opel Ampera-e

## Продажи
| Год  | США    | Канада | Южная Корея | Бразилия | Мексика | Европа |
| ---- | ------ | ------ | ----------- | -------- | ------- | ------ |
| 2017 | 23 876 | 2122   | 570         | 0        | 10      | 1918   |
| 2018 | 18 019 | 2628   | 4580        | 0        | 20      | 2731   |
| 2019 | 16 418 | 4050   | 4171        | 7        | 27      | 2510   |
| 2020 | 20 754 | 4025   | 1579        | 108      | 38      | 2775   |
| 2021 | 22 073 | 4668   | 1016        | 132      | 18      |        |